# Dendronephthya surugaensis
Dendronephthya surugaensis är en korallart som beskrevs av Imahara 1977. Dendronephthya surugaensis ingår i släktet Dendronephthya och familjen Nephtheidae. Inga underarter finns listade i Catalogue of Life.